# Telstra

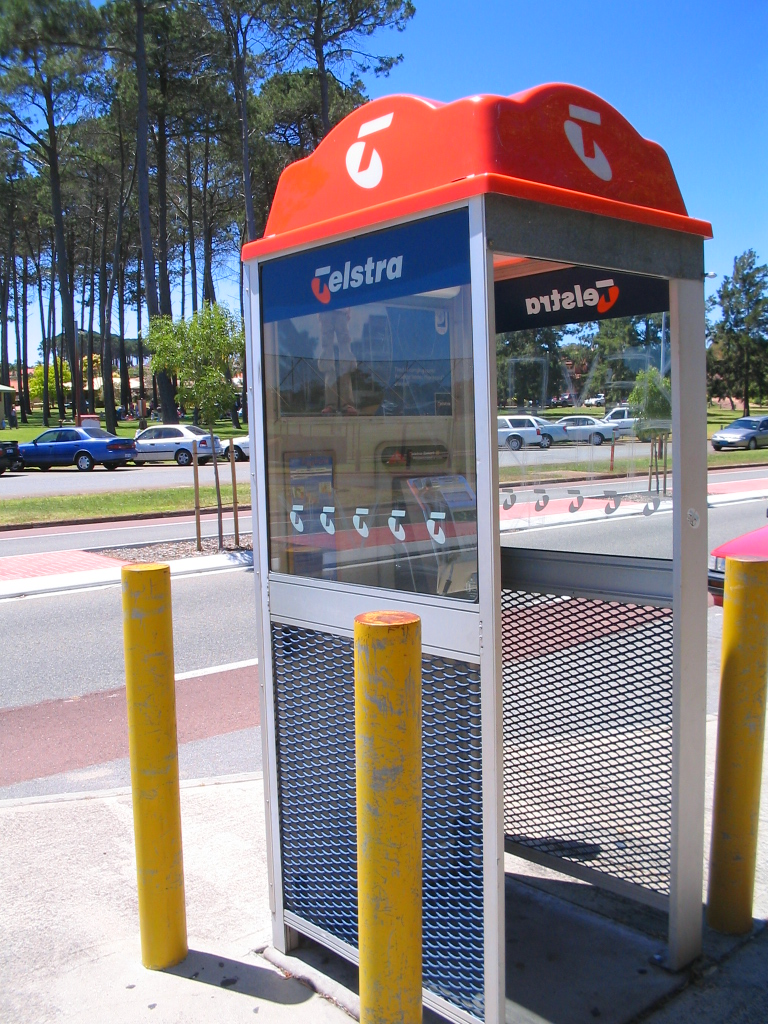
Eine Telstra Telefonzelle in Winthrop (Western Australia)

Die Telstra Group Limited (ASX- und NYSE-Code: TLS) ist ein international operierendes Telekommunikationsunternehmen mit Sitz in Melbourne, Victoria, Australien. Das Unternehmen ist im All Ordinaries an der Australian Securities Exchange und im NZX 50 Index an der New Zealand Exchange gelistet.

## Unternehmensdaten
Die Telstra Group Limited war im Jahr 2017 mit über 32.000 Mitarbeiter in 20 verschiedenen Ländern tätig. Das Unternehmen gab an, über 350 Telstra Stores und 70 Telstra Business Centres zu betreiben, über 800.000 Fernsehanschlüsse zu versorgen und mit seinem Mobilfunknetz eine Fläche von 2,4 Millionen Quadratkilometer abzudecken. Mit seinen über 400.000 km verlegten Unterseekabeln verband das Unternehmen im Jahr 2017 rund 2000 verschiedene Orte an dem das Unternehmen präsent war.
Der Jahresumsatz betrug im Jahr 2017 rund 28,2 Mrd. AUD. Dass das Unternehmen damit erfolgreich gewirtschaftet hatte, zeigten die Dividendenzahlung und Rückkäufe von Anteilsscheinen im Wert von 5,2 Mrd. AUD bezogen auf das Geschäftsjahr 2017.

## Geschichte
Telekommunikationsdienstleistungen gehörten ursprünglich zum Zuständigkeitsbereich des 1901 gegründeten Postmaster General's Department (PMG), der staatlichen Post in Australien. Doch für die Kommunikation Australiens mit anderen Ländern in Übersee gründete die Regierung 1946 zusätzlich noch die Overseas Telecommunications Commission (OTC).
Am 1. Juli 1975 wurde das Postmaster General's Department schließlich aufgelöst und die Postdienstleistungen per Telecommunications Act 1975 (Gesetz) an die Australian Postal Commission übertragen, die unter dem Markennamen Australia Post auftrat und die Telekommunikation auf die neu gegründete Australian Telecommunications Commission übertragen, die nach außen als Telecom Australia auftrat.
1989 änderte die Australian Telecommunications Commission ihre Bezeichnung in Australian Telecommunications Corporation (ATC), blieb aber zunächst weiterhin bei ihrem Vermarktungsnamen Telecom Australia. Im Jahr 1992 wurde dann die beiden Staatsunternehmen Australian Telecommunications Corporation (ATC) und Overseas Telecommunications Commission (OTC) zur Australian and Overseas Telecommunications Corporation Limited verschmolzen und nach außen hin schlicht als Telecom vermarktet. Im April 1993 folgte dann eine erneute Umbenennung in Telstra Corporation Limited. Doch der Name Telecom blieb nach außen hin noch bis zum Jahr 1995 erhalten, als das Unternehmen dann endgültig als Telstra in der Öffentlichkeit firmierte.
Ab November 1997 ging das Unternehmen an die australische Börse, wobei der Staat in einer ersten Phase 33 % des Unternehmens für private Investoren öffnete. Von September bis Oktober 1999 gab der Staat dann weitere 16,6 % zum Verkauf an den Börsen des Australian Stock Exchange, des New Zealand Exchange und an der New York Stock Exchange frei und im November 2006 folgte der Verkauf von weiteren 31 % Anteilen. Die dem Staat verbliebenen 17 % Anteilen übergab er im Februar 2017 an einen sogenannten Future Fund, einem Staatsfonds für karitative Zwecke.
Im März 2013 wurde im Netz der Telstra die Vertriebsmarke ALDImobile gestartet, die von MEDIONmobile betrieben und in den Aldi Stores vermarktet wird.

## Sponsoring
Das Unternehmen tritt im Bereich des Sports als Sponsor der Australian Football League (AFL), der National Rugby League (NRL), der National Basketball League (NBL) und der Football Federation Australia (FFA) in Erscheinung. Des Weiteren fördert das Unternehmen Projekte, Organisationen und Institutionen im Bereich der Malerei, bildenden Kunst, des Tanz und der Musik.